# A Ticket for Everyone: Busted Live
A Ticket for Everyone: Busted Live è un album dal vivo del gruppo pop punk britannico Busted, pubblicato nel 2004.

## Tracce
1. Air Hostess – 6:31
2. That Thing You Do – 3:48
3. What I Go to School For – 3:32
4. She Wants to Be Me – 3:36
5. 3AM – 3:54
6. Who's David? – 3:55
7. Thunderbirds Are Go – 3:15
8. Teenage Kicks – 2:54
9. You Said No – 3:17
10. Year 3000 – 3:55
11. Sleeping with the Light On – 4:13
12. Crashed the Wedding – 3:54
13. Thunderbirds Are Go (Studio Version) – 3:11